# Грбови рејона Пермскe Покрајине

Грбови рејона Пермске Покрајине обухвата галерију грбова административних јединица руске покрајине — Пермске, са статусом градских округа и рејона, те њихове историјске грбове (уколико их има).
Већина грбова настала је након успостављања Руске Федерације и Пермске Покрајине, као њеног саставног субјекта.

## Грбови округа и рејона
- Грб округа 
 Перм
- Грб округа 
 Березњики
- Грб округа 
 Соликамск
- Грб округа 
 Чајковски
- 1 — Грб рејона 
 Александровски
- 2 — Грб рејона 
 Бардимски
- 3 — Грб рејона 
 Берјозовски
- 4 — Грб рејона 
 Бољшесосновски
- 5 — Грб рејона 
 Верешчагински
- 6 — Грб рејона 
 Гајнски
- 7 — Грб рејона 
 Горнозаводски
- 8 — Грб рејона 
 Гремјачински
- 9 — Грб рејона 
 Губахински
- 10 — Грб рејона 
 Добрјански
- 11 — Грб рејона 
 Јеловски
- 12 — Грб рејона 
 Иљински
- 13 — Грб рејона 
 Карагајски
- 14 — Грб рејона 
 Кизеловски
- 15 — Грб рејона 
 Кишјертски
- 16 — Грб рејона 
 Косински
- 17 — Грб рејона 
 Кочјовски
- 18 — Грб рејона 
 Красновишерски
- 19 — Грб рејона 
 Краснокамски
- 20 — Грб рејона 
 Кудимкарски
- 21 — Грб рејона 
 Куједински
- 22 — Грб рејона 
 Кунгурски
- 23 — Грб рејона 
 Лисвјенски
- 24 — Грб рејона 
 Нитвенски
- 25 — Грб рејона 
 Октобарски
- 26 — Грб рејона 
 Ордински
- 27 — Грб рејона 
 Осињски
- 28 — Грб рејона 
 Охањски
- 29 — Грб рејона 
 Очјорски
- 30 — Грб рејона 
 Пермски
- 31 — Грб рејона 
 Сивињски
- 32 — Грб рејона 
 Соликамски
- 33 — Грб рејона 
 Суксунски
- 34 — Грб рејона 
 Ујински
- 35 — Грб рејона 
 Усољски
- 36 — Грб рејона 
 Чајковски
- 37 — Грб рејона 
 Частињски
- 38 — Грб рејона 
 Чердињски
- 39 — Грб рејона 
 Чернушињски
- 40 — Грб рејона 
 Чусовски
- 41 — Грб рејона 
 Јурлињски
- 42 — Грб рејона 
 Јусвињски

## Историјски грбови
- Грб бивше 
 Пермјакије